# Pinakion

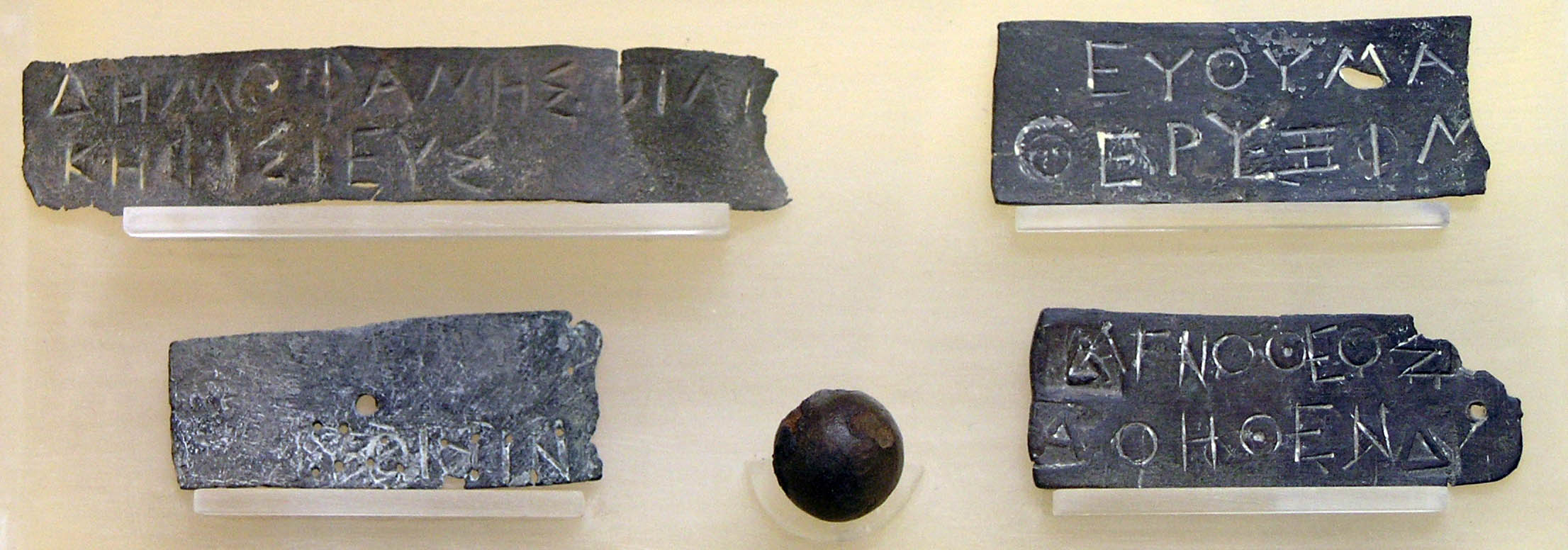
Pinakia, plaquettes en bronze d'identification des citoyens (nom, nom du père, dème) utilisés dans le tirage au sort des jurys, Musée de l'Agora antique d'Athènes.

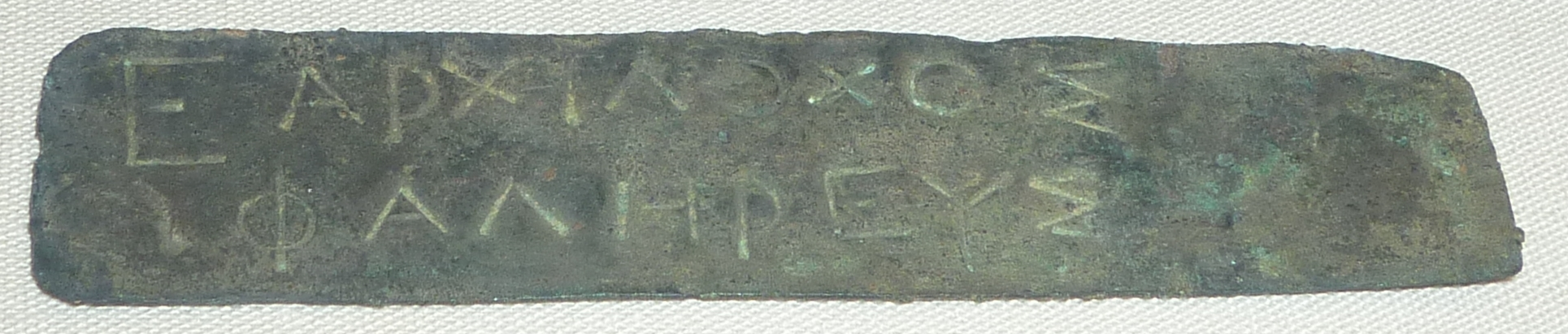
Un Pinakion.

Un pinakion, du grec ancien πινάκιον, (au pluriel pinakia) est, dans l'Athènes antique, une languette de bronze, portant le nom d'un citoyen et celui de son dème, qui était introduite dans une machine à tirage au sort (appelée klérotèrion, en grec κληρωτήριον) afin de choisir au hasard un des candidats à une magistrature pour certaines fonctions.